# ایستگاه متروی سات‌ارک
ایستگاه متروی سات‌ارک (انگلیسی: Southwark tube station) یکی از ایستگاه‌های متروی لندن است.
ایستگاه که در منطقه سات‌ارک لندن قرار دارد در سال ۱۹۹۹ تأسیس شده و جزئی از خط جوبیلی می‌باشد.

## نگارخانه

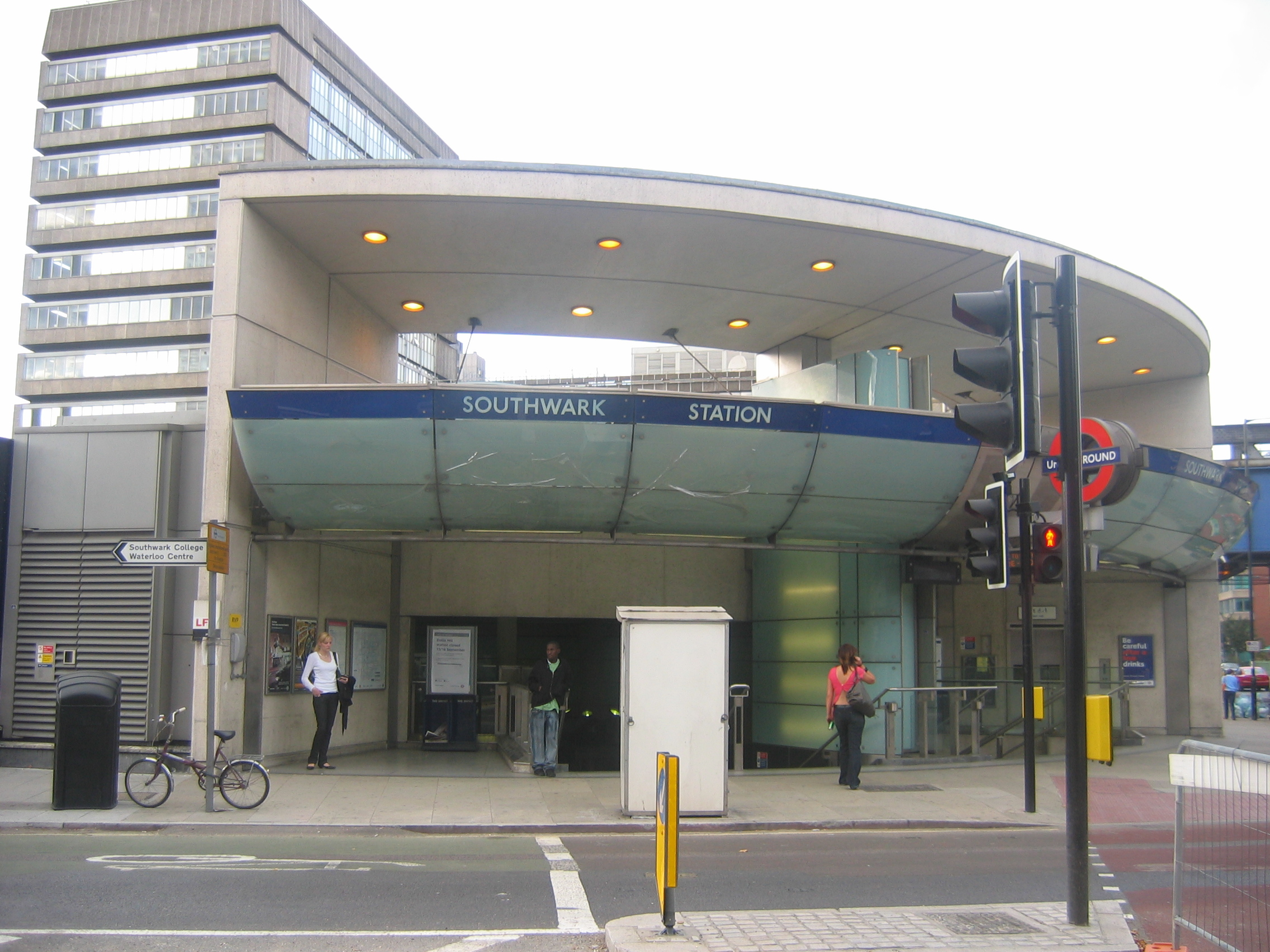
ورودی
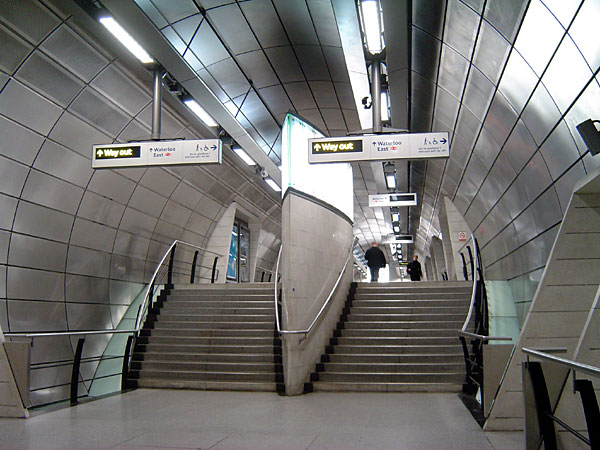
داخل ایستگاه
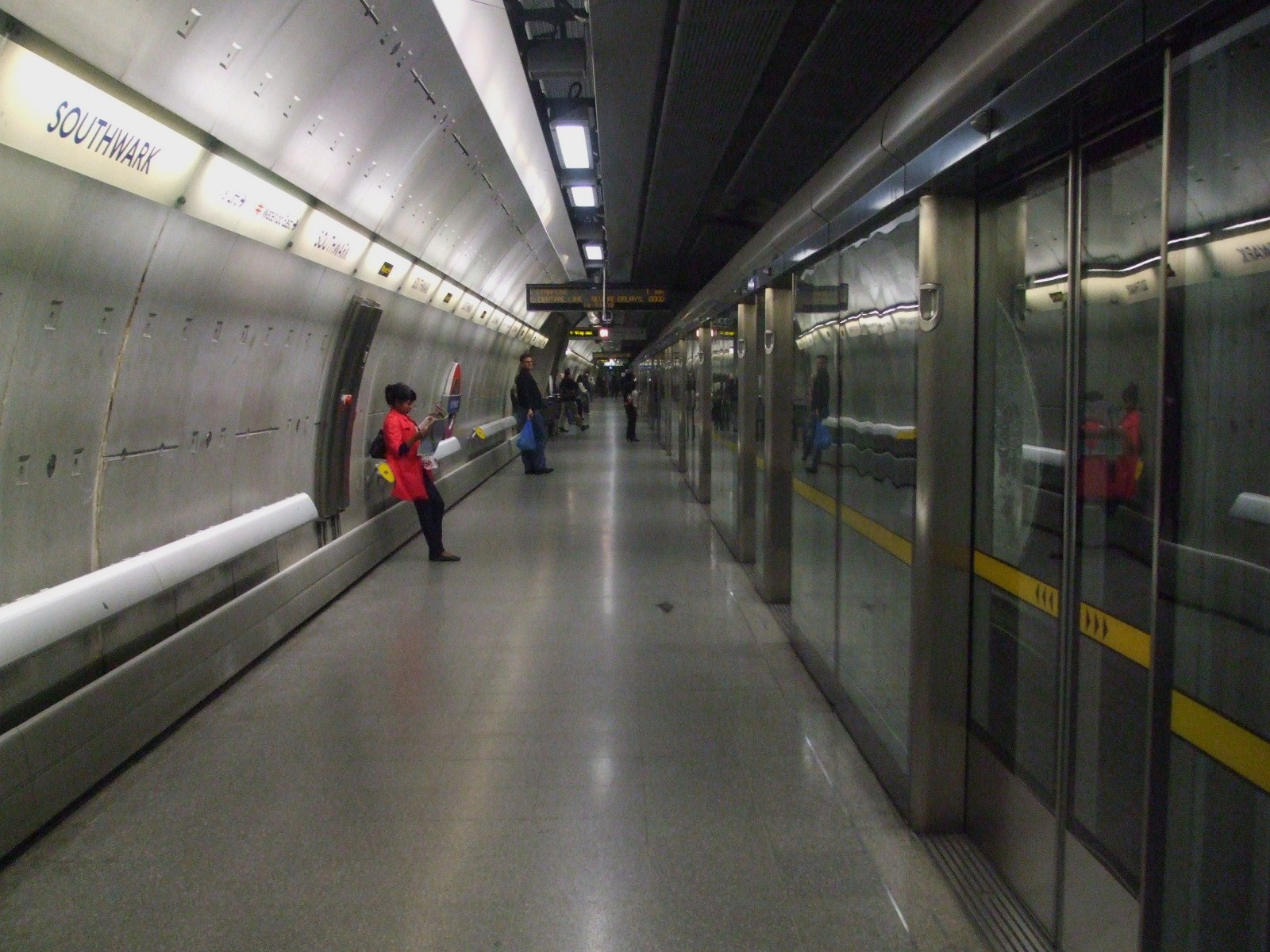
سکو غربی